# Eupithecia mauretanica
Eupithecia mauretanica là một loài bướm đêm trong họ Geometridae.